# Wild flower (樹海のアルバム)
『Wild flower』（ワイルド フラワー）は、樹海の1枚目のアルバム。

## 概要
2006年11月22日に発売された。作詞は渡辺愛未、作曲は出羽良彰、編曲は出羽良彰・渡辺善太郎（M-1/2/6/7/9）・藤井丈司（M-3/5/11）・佐久間正英（M-4/10）。
樹海初となるアルバム。アニメ『fate/stay night』第14話のエンディングテーマとして一度だけ放送されて以来、音源化されていなかった「ヒカリ」が本作で初収録となる。収録曲の大半がデビュー前に作られた楽曲で、愛未曰く「まだ樹海らしさが確立されていない時期に、挑戦してみようといった気持ちで作った作品も多く含まれているのでバラエティに富んだ内容」とコメントしている。

## 収録曲
1. あなたがいた森
  - CTC系UHF6局ネットアニメ『Fate/stay night』エンディングテーマ
2. 恋人同士
3. ヒカリ
  - CTC系UHF6局ネットアニメ『Fate/stay night』第14話エンディングテーマ
4. 太陽と行くミチ
5. strangeman
6. 追い風
7. ホシアカリ
  - テレビ東京系アニメ『武装錬金』エンディングテーマ
8. 今宵、アナタイロ。
9. モノクローム
10. ファレノプシス
11. Letter
12. ホリディ